# Episodi di Goodyear Television Playhouse (seconda stagione)
La seconda stagione della serie televisiva Goodyear Television Playhouse è stata trasmessa in anteprima negli Stati Uniti d'America dalla NBC tra il 14 settembre 1952 e il 2 agosto 1953.
| nº | Titolo originale            | Titolo italiano | Prima TV USA      | Prima TV Italia |
| -- | --------------------------- | --------------- | ----------------- | --------------- |
| 1  | Holiday Song                |                 | 14 settembre 1952 |                 |
| 2  | The Room                    |                 | 28 settembre 1952 |                 |
| 3  | O Romany                    |                 | 12 ottobre 1952   |                 |
| 4  | Better Than Walking         |                 | 26 ottobre 1952   |                 |
| 5  | The Darkness Below          |                 | 9 novembre 1952   |                 |
| 6  | The Old Beginning           |                 | 23 novembre 1952  |                 |
| 7  | The Search                  |                 | 7 dicembre 1952   |                 |
| 8  | Mr. Quimby's Christmas Hats |                 | 21 dicembre 1952  |                 |
| 9  | A Medal in the Family       |                 | 1º febbraio 1953  |                 |
| 10 | Wings on My Feet            |                 | 22 febbraio 1953  |                 |
| 11 | The Rumor                   |                 | 8 marzo 1953      |                 |
| 12 | The Gesture                 |                 | 15 marzo 1953     |                 |
| 13 | Wish on the Moon            |                 | 29 marzo 1953     |                 |
| 14 | The Long Way Home           |                 | 12 aprile 1953    |                 |
| 15 | Printer's Measure           |                 | 26 aprile 1953    |                 |
| 16 | The Accident                |                 | 3 maggio 1953     |                 |
| 17 | The Oil Well                |                 | 17 maggio 1953    |                 |
| 18 | Before I Wake               |                 | 31 maggio 1953    |                 |
| 19 | Her Prince Charming         |                 | 14 giugno 1953    |                 |
| 20 | Catch a Falling Star        |                 | 28 giugno 1953    |                 |
| 21 | Nothing to Sneeze At        |                 | 12 luglio 1953    |                 |
| 22 | The Young and the Fair      |                 | 26 luglio 1953    |                 |
| 23 | Ernie Barger Is 50          |                 | 9 agosto 1953     |                 |
| 24 | Hollywood Tandem            |                 | 23 agosto 1953    |                 |
| 25 | The Cipher                  |                 | 2 agosto 1953     |                 |